# Agelenidae
Los agelénidos (Agelenidae) son una familia de arañas araneomorfas constructoras de telas de araña que tiene cerca de 500 especies en 40 géneros en todo el mundo.
Destacan la especie europea venenosa Tegenaria agrestis (introducida en el noroeste del Pacífico de EE. UU.), y  los géneros Agelenopsis, Hololena y Agelena. Este último incluye a varias arañas  semisociales que viven en complejas redes comunales en África, la más conocida de ellas sea probablemente Agelena consociata. La socialidad en esas arañas es muy grande compartiéndolo todo; captura de presas cooperativa y atención comunal de los jóvenes.  Sin embargo, no han llegado a una etapa final de socialización (eusocial) comparable a las sociedades de himenópteros (hormigas, abejas, avispas) ya que no tienen obreras ni soldados (no hay castas) y todas las hembras son reproductivas.

## Morfología

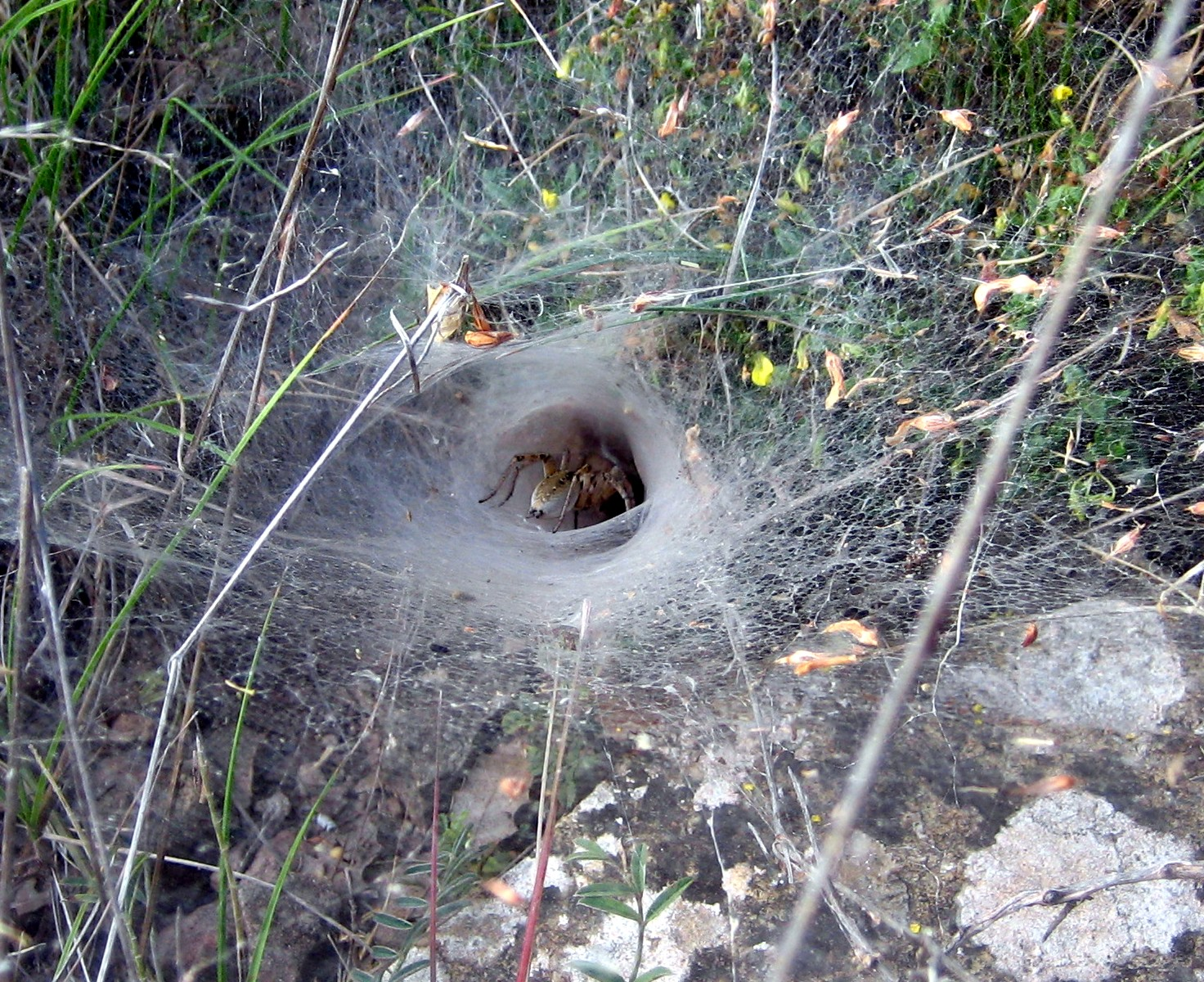
Tela de araña típica de agelénido.

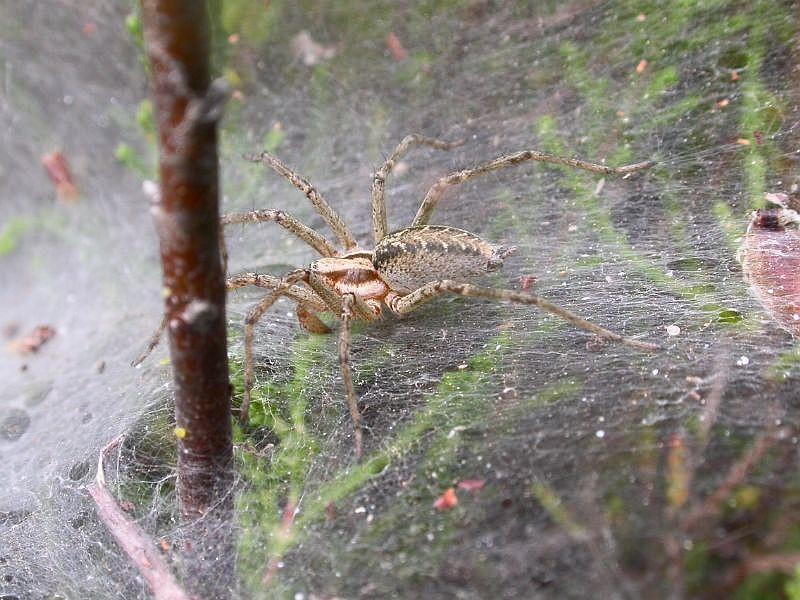
Agelena labyrinthica sobre su telaraña.

Los agelénidos son arañas acribeladas (sin cribelo) y sin calamistro, con órganos genitales complejos (epigino en la hembra y bulbo copulador en el macho). Quelíceros con un plegamiento labidognato. 
El aparato respiratorio consta de un par de filotráqueas epigástricas, un sistema traqueal, con estigma único abierto inmediatamente delante de las hileras; extremos de patas con tres uñas tarsales. En la cara ventral del opistosoma, junto al tubérculo anal, hay seis hileras subterminales, las posteriores separadas en su base y biarticuladas, las anteriores poco separadas y con un único artejo; sin cólulo.
En su escudo prosómico se aprecian las dos partes: cefálica y torácica; la cefálica, larga, estrecha, bordes paralelos; la torácica aplanada, de contorno redondeado, y con una fóvea central. Los ocho ojos están en dos filas transversales, con distorsión procurva o recurva.
Los quelíceros están oscurecidos, son robustos, con márgenes dentados, con 6-8 dientes en el retromargen. Cuerpo pubescente, pardo, condicionando su pigmentación.

## Biología

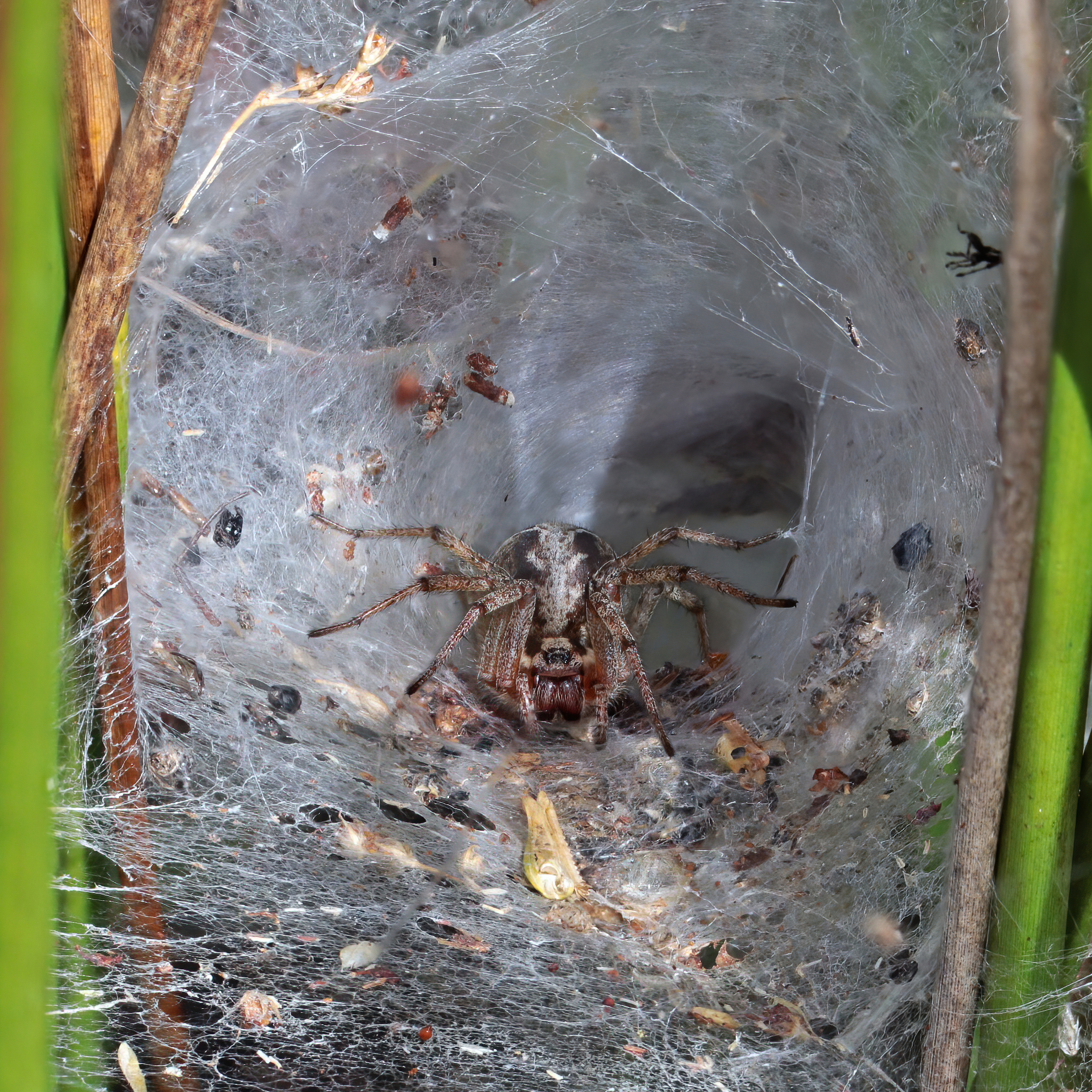
Telaraña en forma de embudo de Agelena labyrinthica

Son arañas sedentarias elaboradoras de telas amateladas, en embudo, en cuyo interior acechan. Varía mucho la amplitud del mantel y la consistencia de la tela. Son muy amplias en las especies Agelena y Tegenaria, y  reducidas en Textrix y Lycosoides.
Tegenaria necesitan lugares umbríos y resguardados para sus telas (oquedades, cuevas, bodegas). Agelena, Malthonica, Textrix, Lycosoides se localizan en lugares abiertos: arbustos, matorrales, setos, la pinaza del suelo, las cortezas de los árboles.
No hay casi estudios de la conducta de esta familia, pero las observaciones, indican una fenología definida de zona templada. El macho se desplaza hacia la hembra en una fase del ciclo. Es común encontrar ambos sexos en el embudo de la tela femenina, en el periodo de cópulas. La puesta, globosa o lenticular, se protege con una secreción sedosa y está protegida. 
Algunas especies viven más de un año, aunque por lo general son especies anuales.

## Géneros
Según The World Spider Catalog 12.0:
- Acutipetala Dankittipakul & Zhang, 2008
- Agelena Walckenaer, 1805
- Agelenella Lehtinen, 1967
- Agelenopsis Giebel, 1869
- Ageleradix Xu & Li, 2007
- Agelescape Levy, 1996
- Ahua Forster & Wilton, 1973
- Allagelena Zhang, Zhu & Song, 2006
- Alloclubionoides Paik, 1992
- Aterigena Bolzern, Hänggi & Burckhardt, 2010
- Azerithonica Guseinov, Marusik & Koponen, 2005
- Barronopsis Chamberlin & Ivie, 1941
- Benoitia Lehtinen, 1967
- Bifidocoelotes Wang, 2002
- Calilena Chamberlin & Ivie, 1941
- Coelotes Blackwall, 1841
- Coras Simon, 1898
- Draconarius Ovtchinnikov, 1999
- Femoracoelotes Wang, 2002
- Hadites Keyserling, 1862
- Himalcoelotes Wang, 2002
- Histopona Thorell, 1869
- Hololena Chamberlin & Gertsch, 1929
- Huangyuania Song & Li, 1990
- Huka Forster & Wilton, 1973
- Hypocoelotes Nishikawa, 2009
- Inermocoelotes Ovtchinnikov, 1999
- Iwogumoa Kishida, 1955
- Kidugua Lehtinen, 1967
- Leptocoelotes Wang, 2002
- Lineacoelotes Xu, Li & Wang, 2008
- Longicoelotes Wang, 2002
- Lycosoides Lucas, 1846
- Mahura Forster & Wilton, 1973
- Maimuna Lehtinen, 1967
- Malthonica Simon, 1898
- Melpomene O. Pickard-Cambridge, 1898
- Mistaria Lehtinen, 1967
- Neoramia Forster & Wilton, 1973
- Neorepukia Forster & Wilton, 1973
- Neotegenaria Roth, 1967
- Neowadotes Alayón, 1995
- Notiocoelotes Wang, Xu & Li, 2008
- Novalena Chamberlin & Ivie, 1942
- Olorunia Lehtinen, 1967
- Oramia Forster, 1964
- Oramiella Forster & Wilton, 1973
- Orepukia Forster & Wilton, 1973
- Orumcekia Koçak & Kemal, 2008
- Paramyro Forster & Wilton, 1973
- Pireneitega Kishida, 1955
- Platocoelotes Wang, 2002
- Porotaka Forster & Wilton, 1973
- Pseudotegenaria Caporiacco, 1934
- Robusticoelotes Wang, 2002
- Rualena Chamberlin & Ivie, 1942
- Spiricoelotes Wang, 2002
- Tamgrinia Lehtinen, 1967
- Tararua Forster & Wilton, 1973
- Tegecoelotes Ovtchinnikov, 1999
- Tegenaria Latreille, 1804
- Textrix Sundevall, 1833
- Tikaderia Lehtinen, 1967
- Tonsilla Wang & Yin, 1992
- Tortolena Chamberlin & Ivie, 1941
- Tuapoka Forster & Wilton, 1973
- Urocoras Ovtchinnikov, 1999
- Wadotes Chamberlin, 1925
- †Inceptor Petrunkevitch, 1942